# Блекджек
Бле́кджек (англ. blackjack) — популярна азартна карткова гра. Black Jack належить до банкових ігор, тобто до таких, де гравці б'ються не між собою — кожен з них грає проти банку.
Блекджек — одна з небагатьох ігор в казино, де результат гри залежить не тільки від випадку, але й від здібностей і вміння гравця.

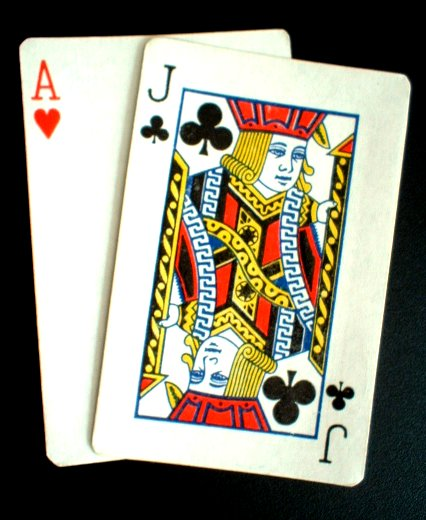
Блекджек

У блекджек, разом із покером, грають практично у всіх казино, як «реальних», так і віртуальних (у мережі Інтернет). У блекджеку кожен гравець грає з дилером (круп'є) віч-на-віч, незалежно від того, скільки гравців сидять за одним з ним столом; на результат гри для гравця жодним чином не впливають карти його сусіда по столу. Мета гри — набрати очок більше, ніж круп'є, але не більше 21.

## Походження гри
Згадки про гру блекджек зустрічаються в літературі з 70-х років XIX сторіччя. Де і коли зародився блекджек, точно не відомо; вважається, що з'явилася ця гра десь в XVII або XVIII столітті, але важко визначити межу, яка відділяє блекджек як такий від його попередників. Прототипом сучасного блекджека були європейські карткові ігри. Серед імовірних попередників блекджека називають ряд французьких карткових ігор, а саме French Ferme, Chemin de Fer та Vingt-un («двадцять одне»).
Найімовірнішим прототипом блекджека найчастіше вважають саме гру «двадцять одне». Метою гравця в «21» було зібрати комбінацію карт, сума яких була б якомога ближча 21 очку. Роздача
карт проводилася після завершення ставок. Блекджек і зараз часто плутають з грою «двадцять одне» або «очко», хоча це все ж таки різні ігри.
В середині 19 століття гральні заклади почали практикувати збільшені виплати для деяких комбінацій карт, наприклад туза пік та валета пік. Піковий валет по-англійськи «Jack of Spades» або «Black Jack» (словом Jack картярі називають валет). Саме ця комбінація і дала назву грі блекджек.
«Блек джек» — це комбінація двох карт: Туз + карта номіналом в 10 очок, тобто Короля, Дами, Валета або десятки. Класичний Блек джек — комбінація валета і туза пік. Комбінація в 21 очко з трьома і більше картами не буде «Блек Джеком», але буде другою за силою.
Існують різні варіанти гри блекджек; мета гри залишається одною і тою ж в будь-якому блекджеку, хоча деякі правила можуть відрізнятися один від одного. Наприклад, кількість колод, які використовуються в грі, варіює від однієї до п'ятнадцяти, а в онлайн-казино видача карт здійснюється взагалі з допомогою генератора випадкових чисел. Ділер може видавати гравцеві карти, кладучи їх на стіл сорочкою догори або «у відкриту». Відмінності можуть стосуватися також ставок і виплат за ними, тасування карт, можливості або неможливості для гравця робити страхувальні ставки або відмовлятися від гри і так далі.
У світі існує безліч різних варіантів блекджека, а також ігор зі схожими правилами. Наприклад: Понтун, Іспанське 21, Блекджек Свич.

## Різновиди гри
- Традиційний блекджек
- Блекджек у відкриту
- Блекджек Світч (Blackjack Switch)
- Іспанське двадцять одне (Spanish 21)
- Одноколодний блекджек
- Понтун (Pontoon)
- Спрощене двадцять одне з колодою в 36 карт
- Шестиколодний блекджек

## Правила гри в традиційний блекджек
Мета гри в Блекджек — набрати 21 очко, або суму очок, яка була б ближчою до 21, але не перевищувала б 21.
В казино на кожному столі для блекджека зазвичай встановлюється табличка, де вказаний діапазон ставок, допустимих за цим столом (мінімум та максимум).

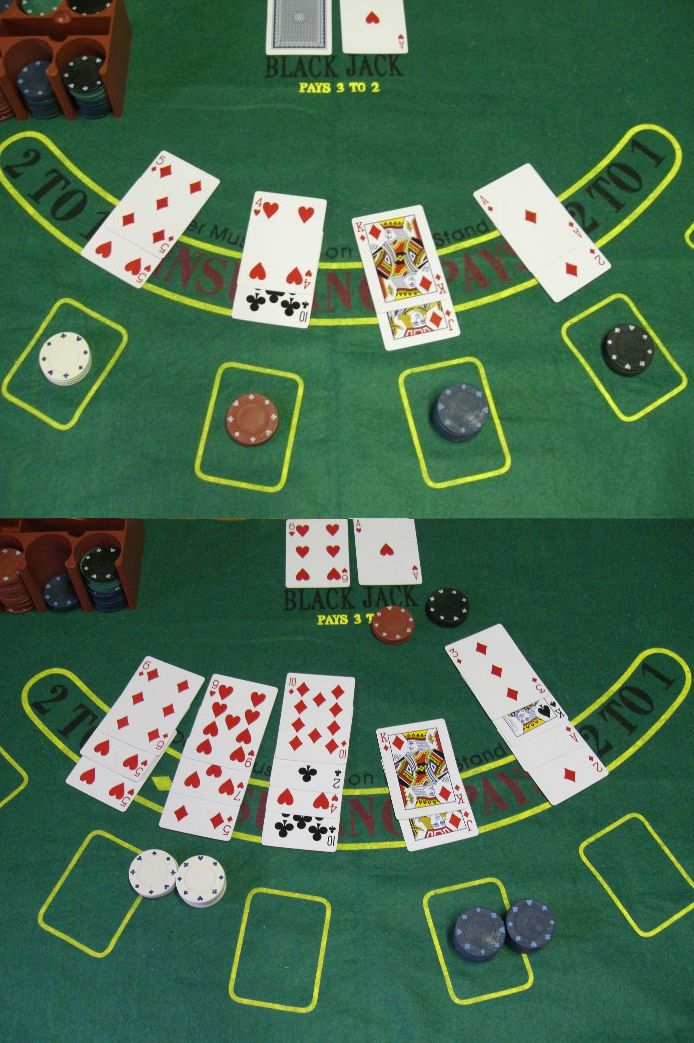
Приклад гри у блекджек

За ігровим столом, як правило, знаходяться декілька гравців, які перед початком гри роблять ставки. Після цього ділер роздає кожному гравцеві по одній карті, кладе карту собі і знову дає гравцям по одній карті. Дві карти гравця — початкова комбінація, яку можна намагатися поліпшити, набираючи додаткові карти. Потім те ж саме робитиме ділер. Виграє той, чия комбінація опиниться ціннішою.
При грі в Блекджек туз за бажанням гравця дає 1 або 11 очок, фігури (король, дама або валет) — 10 очок, а решта карт — за гідністю (дев'ятка — дев'ять очок, вісімка — вісім і так далі). Масті в блекджеку не мають значення.
Після того, як ділер здав карти гравцеві, гравець повинен вибрати один з варіантів подальших дій. У класичному варіанті гри він може:
- Зупинитися (Stand), якщо його влаштовує кількість отриманих очок.
- Узяти ще карту (Hit), для того, щоб набрати більше очок.
- Розділити карти (Split), якщо у нього в руках опинилися дві однакові карти. Після спліта карт, гравець продовжує гру за двох, подвоюючи ставку.
- Подвоїти ставку (Double Down). Проте, після подвоєння гравець може отримати тільки одну додаткову карту.

Застрахуватися (Insurance) від випадання у ділера комбінації «блекджек». Зробити це можна тоді, коли карта, що випала у ділера, виявилася тузом. При цьому виплата по страховці становить 2 до 1. Не можна застрахуватися, граючи у варіант «Блекджек у відкриту».
Відмовитися від гри (Surrender), якщо гравець вважає, що у нього погані карти та шансів на перемогу майже нема. Гравець при цьому втрачає половину ставки. Відмовитися від гри не можна, граючи у варіант «Блекджек у відкриту».
Якщо гравець набрав більше 21 очка, оголошується «перебір» (Bust), і гравець втрачає ставку.
Після того, як гравець і ділер зупинилися, якщо сума карт гравця менше суми карт ділера, гравець програє, і його ставка втрачається. Якщо суми карт збігаються («Нічия».), і у ділера та гравця не блекджек, то гравець програє ставку. Блекджек (Туз + карта номіналом в 10 очок) — комбінація, що є кращою, ніж будь-яка інша, навіть якщо вона теж дає в сумі 21 очко. У разі нічиїй на блекджеках, виграш зараховується на користь гравця. Якщо гравець набере більш ніж 21 очко (перебір), він програє і втрачає ставку.
Правила гри для ділера такі: він зобов'язаний брати додаткові карти, якщо сума його очок менше за 17 і повинен зупинитися, якщо очок 17 і більше.

### М'які та жорсткі комбінації карт у блекджеку
Комбінація карт називається «м'якою», якщо туз в ній має гідність 11. Всі інші комбінації (комбінації без туза або ті, що містять туз з гідністю 1) називаються «жорсткими».
Наприклад, комбінації «10, 8» і «5, туз, 10, 2» — жорсткі із значенням 18. Комбінація «7, туз» — м'яка із значенням 18.